# Ophiogomphus edmundo
Ophiogomphus edmundo é uma espécie de libelinha da família Gomphidae.
É endémica do América do Norte.
Os seus habitats naturais são: rios.
Está ameaçada por perda de habitat.